# Issigau
Issigau – miejscowość i gmina w Niemczech, w kraju związkowym Bawaria, w rejencji Górna Frankonia, w regionie Oberfranken-Ost, w powiecie Hof, wchodzi w skład wspólnoty administracyjnej Lichtenberg.
Gmina położona jest 15 km na północny zachód od Hof i 47 km na północ od Bayreuth.

## Dzielnice
W skład gminy wchodzą następujące dzielnice: 
| - Eichenstein - Griesbach - Heinrichsdorf - Issigau - Kemlas | - Neuenmühle - Reitzenstein - Saarhaus - Sinterrasen - Wolfstein |

## Demografia
| - 1840: 1257 - 1871: 1264 - 1900: 1316 - 1925: 1439 - 1939: 1397 - 1950: 1843 | - 1960: 1644 - 1970: 1483 - 1980: 1354 - 1990: 1288 - 2000: 1221 - 2004: 1167 |

## Polityka
Wójtem jest Dieter Gemeinhardt (CSU). Rada gminy składa się z 13 członków:
|      | CSU | SPD | Bezpartyjni | Razem     |
| 2002 | 7   | 3   | 3           | 13 miejsc |

## Galeria

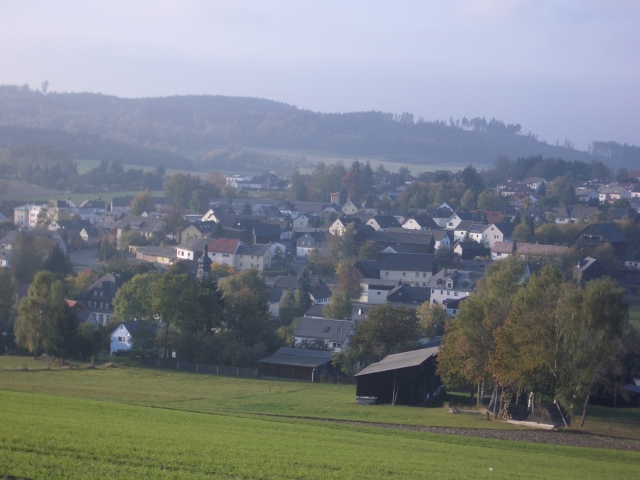
Panorama Issigau
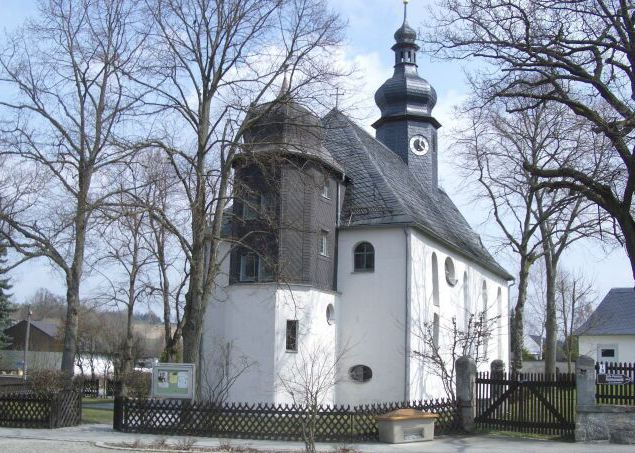
Kościół pw. św. Szymona i Judasza (Simon-und-Judas)